# Katherine Pulaski
Katherine Pulaski is een personage uit het Star Trek universum. Ze werd gespeeld door de Amerikaanse actrice Diana Muldaur.
Dr. Katherine Pulaski was een vooraanstaand medicus in Starfleet. Ze bezat de Starfleet-rang 'commander'. In 2353 zorgde ze voor de gewonde Kyle Riker (William T. Rikers vader) en ze werden verliefd op elkaar. Ze diende onder kapitein Taggart aan boord van de USS Repulse NCC-2544, voordat ze in 2365 werd aangesteld als hoofd van de medische afdeling aan boord van de USS Enterprise NCC-1701D. Haar voorganger dr. Beverly Crusher werd hoofd van Starfleet Medical op Aarde. Na een jaar keerde dr. Crusher terug op de Enterprise en verliet dr. Pulaski het schip weer.